# Charles Perrault
Charles Perrault (París, 12 de enero de 1628-16 de mayo de 1703) fue un escritor francés, principalmente reconocido por haber dado forma literaria a cuentos clásicos infantiles como Piel de asno, Pulgarcito, Barba Azul, La Cenicienta, La bella durmiente, Caperucita Roja y El Gato con Botas, atemperando en muchos casos la crudeza de las versiones orales, la mayoría de sus cuentos son infantiles y de fantasía.

## Biografía
Charles Perrault nació el 12 de enero de 1628 en la ciudad de París. Tuvo un hermano gemelo, François, que murió a los seis meses de vida. Su padre era abogado en el Parlamento, lo que hizo posible que tuviera una buena infancia y asistiera a las mejores escuelas de la época. Ingresó en el colegio de Beauvais en 1637, donde descubre su facilidad para las lenguas muertas.
A partir de 1643 comienza a estudiar Derecho. Indudablemente hábil y con un notorio sentido práctico, recibe la protección de su hermano mayor Pierre, que era recaudador general. En 1654 es nombrado funcionario para trabajar en el servicio gubernamental. Participó en la creación de la Academia de las Ciencias y en la restauración de la Academia de Pintura. Jamás luchó contra el sistema, lo cual le facilitó la supervivencia en una Francia muy convulsionada políticamente y en la que los favoritos caían con demasiada frecuencia.
Su vida, siempre dedicada al estudio, dejaba escaso margen a la fantasía. En su primer libro Los muros de Troya (1661), no se muestra nada infantil. Esto se debe a que a lo largo de su burocrática y aburrida existencia de funcionario privilegiado, lo que más escribió fueron odas, discursos, diálogos, poemas y obras que halagaban al rey y a los príncipes, lo que le valió llevar una vida colmada de honores, que él supo aprovechar.
Fue secretario de la Academia Francesa desde 1663, convirtiéndose en el protegido de Colbert, el famoso consejero de Luis XIV, hasta que en 1665 progresa en su categoría laboral convirtiéndose en el primero de los funcionarios reales, lo que le significa grandes prebendas. Hace extensiva su buena fortuna a sus familiares, consiguiendo en 1667 que los planos con los que se construye el Observatorio del Rey sean de su hermano Claude.
Fue nombrado académico en 1671; y al año siguiente 1672 contrae matrimonio con Marie Guichon. Es elegido canciller de la Academia y en 1673 llega a ser bibliotecario de la misma. Ese mismo año nace su primer hijo, una niña, y luego, en el intervalo que va desde 1675 hasta 1678, tiene tres hijos más, pero su esposa fallece después del nacimiento del último.
En 1680, Perrault tiene que ceder su puesto privilegiado de primer funcionario al hijo de Colbert. A estos sinsabores vienen a añadirse más tarde otros de carácter literario-erudito, como la célebre controversia de los antiguos y los modernos que le distancia de Boileau, a propósito de una divergencia de opiniones y que se traduce en su obra crítica: Paralelo de los Ancianos y de los Modernos, en el que se contemplan las Artes y las Ciencias.
En 1687 escribió el poema El siglo de Luis el Grande y, en 1688, Comparación entre antiguos y modernos, un alegato en favor de los escritores modernos y en contra de los tradicionalistas, a raíz de la «Disputa entre antiguos y modernos» en la Academia Francesa.
El autor escribió un total de 46 obras, ocho de ellas publicadas póstumamente, entre las que se halla Memorias de mi vida. A excepción de los cuentos infantiles, toda su obra se compone mayoritariamente de loas al rey de Francia.
Murió el 16 de mayo de 1703 en su casa de la calle de l'Estrapade en la Montaña Santa Genoveva (París) y es inhumado al día siguiente en la iglesia de San Benito Betourné en presencia de su hijo Charles Perrault.

## Los cuentos de Perrault
En 1683, con 55 años, Perrault, después de perder al mismo tiempo su puesto en la Academia y a su mujer, decide consagrarse a la educación de sus hijos y escribe Cuentos de antaño, donde aparecen sus cuentos más famosos. Ésta recopilación, publicada en 1697 cuando contaba 69 años, se subtituló «Cuentos de Mamá Ganso»; y son cuentos:
- tanto de inspiración en la tradición oral —Mamá Ganso/Oca («Mère l’Oye»), que representa a la niñera que cuenta cuentos a los niños—,
- como literaria (ya Boccaccio había escrito una primera versión de Grisélidis en el Decamerón).[2]
- O leyendas de exótico origen.

A este material ya existente, Perrault aporta una moraleja que las haga útiles «para la educación de las jovencitas»: Al final de cada relato, el autor incluye una enseñanza moral referente al contenido de cada historia, para destacar los valores de estos.
Los personajes que emplea son hadas, ogros, animales que hablan, brujas, princesas y príncipes encantados, entre otros. Los cuentos de hadas estaban de moda en los salones mundanos; la alta sociedad asistía a veladas populares y tomaban nota de los relatos que se hacían. Su publicación empezó a darle fama entre sus conocidos y significó el inicio de un nuevo estilo de literatura: los cuentos de hadas.
Para sus relatos, Perrault recurrió a paisajes que le eran conocidos, como el castillo de Ussé, en el que se inspiró el cuento de La bella durmiente, o un pequeño bosque donde se inspiró el cuento de ‘‘Caperucita Roja’’.

### Cronología de las ediciones

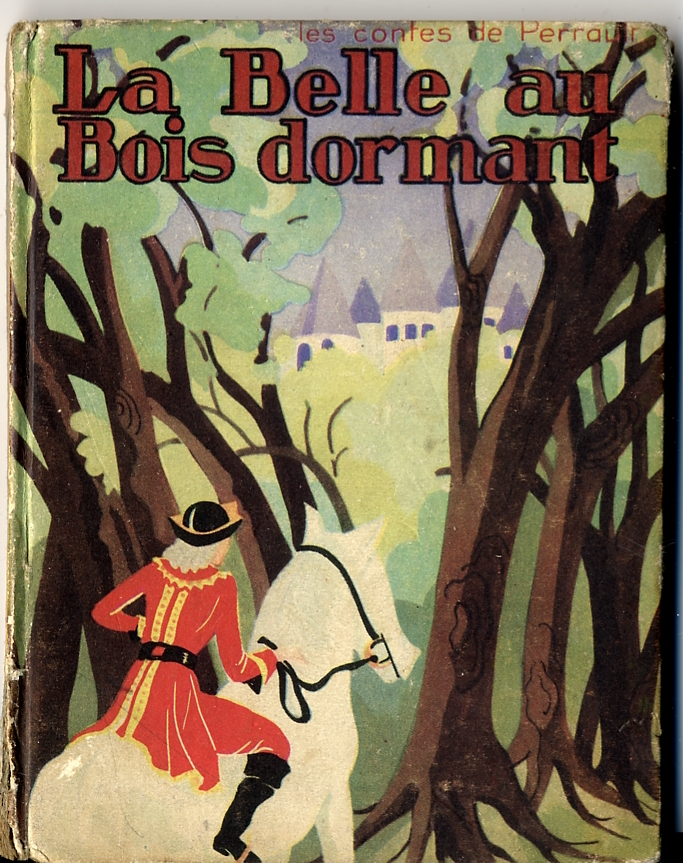
La Bella durmiente del bosque.

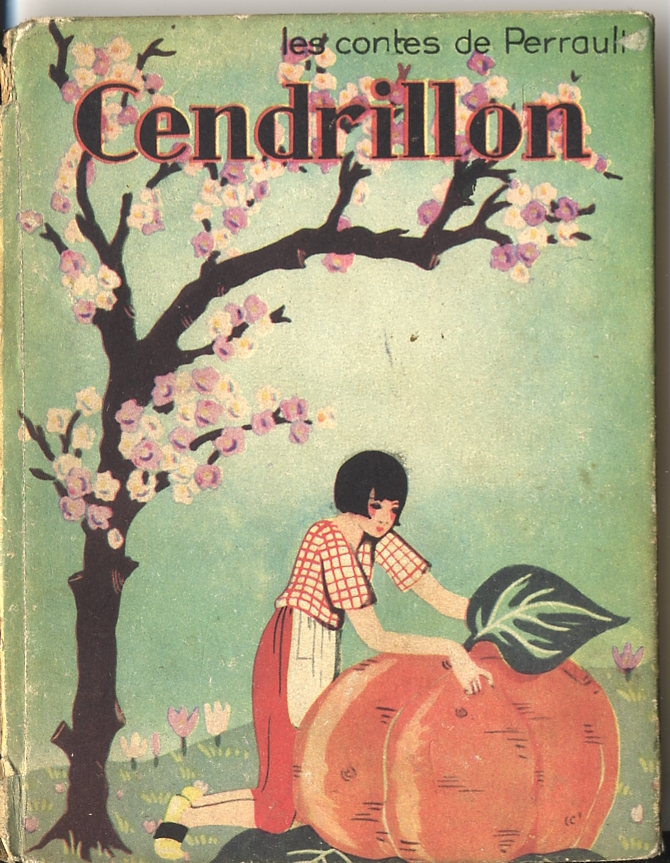
Cenicienta.

- En 1691, Perrault publica una «novela» en verso: Grisélidis (en francés, La Marquise de Salusses ou la Patience de Griselidis).
- En 1693, publica su primer «cuento en verso» en la revista Mercure Galant:[3] Los deseos ridículos (Les Souhaits ridicules).
- En 1694, reúne en una misma edición[4] las dos obras precedentes con otra más, el segundo «cuento en verso»: Piel de asno (Peau d'âne).
- En 1696 publica en Mercure Galant un cuento en prosa: La Bella durmiente del bosque (La Belle au bois dormant).
- El año siguiente, 1697, la imprenta de Claude Barbin lanza un volumen titulado Cuentos de antaño (Histoires ou contes du temps passé, avec des moralités).[Nota 2] Este volumen contiene los ocho cuentos en prosa siguientes:

1. La Bella durmiente (La Belle au bois dormant)
2. Caperucita Roja (Le Petit Chaperon rouge)
3. Barba azul (La Barbe bleue)
4. El Gato con Botas (Le Maître chat ou le Chat botté)
5. Las hadas (Les Fées)
6. Cenicienta (Cendrillon ou la Petite Pantoufle de verre —«verre»[Nota 3] es la grafía exacta que aparece en la edición original de 1697—)[5][Nota 4]
7. Riquete el del copete (Riquet à la houppe)
8. Pulgarcito (Le Petit Poucet)

Esta colección sufre dos falsificaciones ese mismo año: la edición de Jacques Desbordes, en Ámsterdam, Histoire ou Contes du temps passé. Avec Moralites y la edición del Príncipe de Dombes, en Trévoux, Histoires ou Contes du temps passé. Avec des Moralites.

### Autoría de losCuentos
Perrault publicó la colección de cuentos con el nombre de su tercer hijo, Pierre Darmancour, o d’Armancour, este, nacido en 1678, aspiraba a ser secretario de Mademoiselle, sobrina de Luis XIV, a quien está dedicado el libro.
Además, Perrault quería evitar una nueva polémica entre «los antiguos y los modernos» (era el líder de los últimos) que podría surgir al publicar sus Cuentos. Acababa de reconciliarse con Boileau en 1694. Así, el nombre de su hijo le vino muy bien para evitar que la lucha continuara.
Sin embargo, la controversia sobre la atribución de los Cuentos en prosa a su hijo permanece, apoyándose en el hecho de que eran demasiado primitivos e inmorales para salir de la pluma del padre. Esta postura está hoy día bastante rebatida, con pruebas detalladas, por ejemplo, por Ute Heidmann y Jean-Michel Adam.

### Inspiración y alteración posterior de los cuentos de Perrault
Perrault concibió sus cuentos como desacuerdo a la postura de los «Antiguos» y dentro de un diálogo con sus contemporáneos: La Fontaine y Fénelon, Marie-Jeanne L'Héritier y Catherine Bernard.
Está demostrado que promovió una cierta utilización de textos latinos y que se inspiró frecuentemente en Virgilio y Apuleyo, como también de Straparola (Las noches agradables) y de Basile (Pentamerón ).
Según Marc Soriano, Perrault es «el más subestimado de los clásicos»: todo el mundo conoce sus cuentos, pero muy pocos conocen «su» versión de los cuentos. Por ejemplo, para Perrault, Caperucita Roja y su abuelita acaban devoradas por el lobo; la versión posterior en que el cazador las rescata del vientre es de los Hermanos Grimm. Igualmente, en la versión de Disney el príncipe despierta a la Bella durmiente con un beso (también proviene de la versión de Grimm); para Perrault, se despierta por sí misma cuando el príncipe se arrodilla ante ella. Igualmente, se ha dudado largamente si el famoso zapatito de Cenicienta era realmente de cristal (en francés, «verre») o de piel (en francés, «vair» se refiere a la piel petit-gris de diversas ardillas). Fue de hecho Balzac quien, para hacer razonables los cuentos de Perrault, modificó el cuento afirmando que se trataba de un zapatito de piel. Esta idea la retomó Littré en su célebre diccionario. Obviamente, se trata de un zapatito de cristal.
El tiempo ha preferido quedarse solamente con lo que Perrault llamaba el «cuento a secas», esto es el cuento de hadas, olvidando las moralejas. Las moralejas de Perrault son algo tan esencial de sus cuentos como las de las Fábulas de La Fontaine.

## Algunas publicaciones
- 1653: Los muros de Troya (Les Murs de Troie ou l’origine du Burlesque)
- 1659: Portrait d’Iris
- 1660: Ode sur la paix
- 1663: Ode sur le mariage du Roi
- 1668: Dialogue de l’amour et de l’amitié, Discours sur l’acquisition de Dunkerque par le Roi
- 1669: Le Parnasse poussé à bout
- 1674: Courses de têtes et de blagues faites par le Roi et par les Princes et Seigneurs, Critique de l’Opéra
- 1679: Harangue faite au roi après la prise de Cambrai
- 1683: Épître chrétienne sur la pénitence
- 1685: Ode aux nouveaux convertis
- 1686: Saint-Paulin, évêque de Nolee
- 1687: El siglo de Luis el Grande (Le Siècle de Louis le Grand)
- 1688: Ode de le Dauphin sur la prise de Philisbourg y Comparación entre antiguos y modernos (Parallèle des Anciens et des Modernes en ce qui regarde les Arts et la Science)
- 1691: Au Roi, sur la prise de Mons
- 1692: La Création du Monde
- 1693: Ode du Roi, Dialogue d’Hector et d’Andromaque
- 1694: L’Apologie des Femmes, Le Triomphe de sainte Geneviève, L’idylle à Monsieur de la Quintinie
- De 1696 a 1700: Les Hommes illustres qui ont paru en France…
- 1697: Cuentos de antaño (Histoires ou contes du temps passé o Contes de ma mère l’Oye), Adam ou la création de l’homme
- 1698: Portrait de Bossuet
- 1699: Traduction des Fables de Faërne
- 1701: Ode au Roi Philippe V, allant en Espagne[11]
- 1702: Ode pour le Roi de Suède
- 1703: Le Faux Bel Esprit'
- 1755: Memorias de mi vida (Mémoire de ma vie —póstumo—)
- 1868: L’Oublieux (póstumo), Les Fontanges (póstumo)